# Фосфат никеля(II)
Фосфат никеля(II) — неорганическое соединение, 
соль металла никеля и ортофосфорной кислоты 
с формулой Ni3(PO4)2,
жёлтые кристаллы,
не растворяется в воде,
образует кристаллогидраты — зелёные кристаллы.

## Получение
- Действие гидрофосфата натрия на растворимую соль никеля(II):

{\displaystyle {\mathsf {3NiCl_{2}+2Na_{2}HPO_{4}+8H_{2}O\ {\xrightarrow {}}\ Ni_{3}(PO_{4})_{2}\cdot 8H_{2}O\downarrow +4NaCl+2HCl}}}

## Физические свойства
Фосфат никеля(II) образует жёлтые кристаллы
моноклинной сингонии,
пространственная группа P 21/c,
параметры ячейки a = 0,5830 нм, b = 0,4700 нм, c = 1,0107 нм, β = 91,22°, Z = 4.
Не растворяется в воде, р ПР = 31,3.
Образует кристаллогидраты состава Ni3(PO4)2•n H2O, где n = 2, 7, 8.

## Химические свойства
- Кристаллогидрат ступенчато разлагается при нагревании:

{\displaystyle {\mathsf {Ni_{3}(PO_{4})_{2}\cdot 8H_{2}O\ {\xrightarrow[{-H_{2}O}]{110-260^{o}C}}\ Ni_{3}(PO_{4})_{2}\cdot 7H_{2}O\ {\xrightarrow[{-H_{2}O}]{110-260^{o}C}}\ }}}
{\displaystyle {\mathsf {\ {\xrightarrow[{-H_{2}O}]{110-260^{o}C}}\ Ni_{3}(PO_{4})_{2}\cdot 2H_{2}O\ {\xrightarrow[{-H_{2}O}]{900^{o}C}}\ Ni_{3}(PO_{4})_{2}}}}

## Применение
- Компонент катализаторов.
- Используется в термостойких лакокрасочных покрытиях.
- Октагидрат — термочувствительный пигмент.